# 第61回NHK紅白歌合戦
『第61回NHK紅白歌合戦』（だいろくじゅういっかいエヌエイチケイこうはくうたがっせん）は、2010年12月31日（金曜）にNHKホールにて実施された61回目となるNHK紅白歌合戦。19:30 - 23:45まで生放送された。（21:25 - 21:30は『NHKニュース』放送の為、中断。）

## 概要・放送メディア
前回で60回の大きな節目を迎えたことから、どのような形になるのかが改めて注目される中での放送となり、内容的にも大幅なリニューアルが行われた。今回から2012年（第63回）まで紅白としての統一キャラクター“ウタ♪ウッキー”が制定された。
前回より15分短縮され、19時30分からの放送となった。
国内向け放送は例年通り、テレビが総合（デジタル・アナログ）・BS2（デジタル・アナログ）・BShiの3波、ラジオが第1の計4媒体。国外向けにはNHKワールド・プレミアム とNHKワールド・ラジオ日本（短波は東南アジアとアジア大陸向け。衛星ラジオは全世界向け）でいずれも生放送された。双方向対応番組。デジタル総合（ワンセグは非実施）並びにデジタルBS2ではステレオ第2音声にて紅白応援隊のテリー伊藤と関根麻里、そして松本和也による「紅白・ウラ トークチャンネル」を放送。
BS2・BShiでは翌2011年春に完全デジタル化に伴うBSプレミアムへの整理統合およびそれに伴う番組編成の見直しから今回を以って終了。並びにBSサイマル放送も、今回を最後に2018年（第69回）に4K 8Kテレビ放送に対応した別チャンネル、NHK BS4K、NHK BS8Kでの同時生放送が開始されるまで、再開を待つこととなった（地デジ難視対策衛星放送は2014年〈第65回〉まで継続）。

## 放送まで
全て2010年
10月14日
放送日時とテーマを発表。テーマは「歌で つなごう」となった。
10月20日
応援隊の概要を発表。
関根麻里とテリー伊藤が3回連続で起用され、さらに前回“紅白デジタル応援隊”隊員を務めた水樹奈々が昇格する形で加わる。関根は今回が最後の応援隊担当となった。
10月26日
公式オリジナル・キャラクター“ウタ♪ウッキー”発表。
11月3日
司会者発表。紅組司会が松下奈緒、白組司会が嵐と発表される。なお、同日は嵐のCDデビュー記念日である。
11月15日
観覧募集の抽選を実施。
番組側によると、競争率は578倍で、現行方式となった2005年・第56回以降では最多という。
11月17日
総合司会およびラジオ中継の担当者発表。Twitterの紅白歌合戦公式アカウントの運用開始。
11月24日
出場者発表。出場者発表会見はインターネットでもストリーミング配信で生中継が行われた。
11月29日
視聴者審査員募集開始。
12月21日
曲目発表。
12月22日
ゲスト審査員と番組内企画の発表。
12月26日
曲順発表。
12月28日
桑田佳祐の出演を発表。
12月29日
リハーサル開始。
午後3時40分頃、出場歌手の和田アキ子が自動車でリハーサルへ向かう途中、追突事故に遭った。リハーサルには出場したが、終了後に病院に搬送され、頸椎捻挫と腰部挫傷による全治10日の軽傷と診断された。これにより、本番の出場が危ぶまれた が、本番には無事に出場した。
リハーサルでは、紅組優勝の設定で行われた（松下が優勝旗を貰い「重い!」と仮感想を述べた）。
12月31日、本番。

## 当日のステージ
前回同様、MC時には歌手名（グループ名）、出身都道府県、出場回数、見どころが画面左下に表示された。出身都道府県の表示は基本的にソロ歌手のみだが、一部のソロ歌手で表示されなかったり、メンバー全員が同一都道府県出身である場合はグループ歌手でも表示されていたりした。
テロップの書体は前回と同様明朝体（フォントワークスのテロップ明朝）であった。 テロップのデザインも前回同様であり、紅組司会、紅組出場歌手名の表示は名前の下に赤いラインで、ライン下には明朝体で「akagumi」、白組司会、白組出場歌手名の表示は名前の下に白いラインで「shirogumi」、ゲスト審査員、ゲスト、総合司会の表示は名前の下に金色のラインで「61st kouhaku」と表示されるというものだった。グループ名とそのメンバーを併記する場合、ローマ字部分はグループ名の下にのみ表示され、個別メンバーはラインのみの表示であった。また、前回まで歌唱終了後に小さく曲名と歌手（グループ名）が表記されていたが、今回は歌唱中に画面左上に小さく曲名と歌手名（グループ名）が表示された。ただし、メドレーは歌唱中は個別の曲名が表記され、全ての楽曲が終わった時点でそのメドレーの名前が表示された。いずれも書体は明朝体。

### 前半
プロゴルファーの石川遼による開会宣言でオープニングを飾った。
先行トップバッターは3年連続となる浜崎あゆみ。歌唱した「Virgin Road」は結婚をテーマとした楽曲で、浜崎は翌日（2011年1月1日）に入籍を発表した（2012年1月に離婚）。
AKB48の歌唱時には、AKB48の48人に加え、友情出演としてSKE48から48人、NMB48から16人、研究生から18人がステージに上がった。総人数は前回の72人を上回る130人となっており、1アーティストの歌唱時における人数としては史上最多である（なお、友情出演者はグループ名を含め番組中でのクレジットはされていない）。衣装は最初に赤と深緑の2種類のコートを着用し、途中でコートを脱ぎ、花柄、ピンク、緑色、菫色、橙色等複数の種類の最新型の半袖の制服を着用された。披露したメドレーの最後には「AKB RED V」という人文字を完成させた。「V」はVictoryを意味するのだろうと紅組司会の松下奈緒は語っていた。
なお、番組全体におけるAKB48の出演シーンは12シーンに上る。これは1アーティストの出演シーン数としては紅白史上最多である。紅白の報道陣や関係者の中には、演出におけるこのような過度の「AKB頼み」を疑問視する声もあった。ちなみに、2種類のコートの衣装は、「フライングゲット」等のグッズが使用されている。
AKB48の歌唱後、総合司会の阿部渉によりゲスト審査員の紹介が行われた。この役割はここ2年間は両軍司会が担当していたが、今回からは再び総合司会が担当するようになった。
アンジェラ・アキの歌唱前には2008年のNHK全国学校音楽コンクール中学校の部の課題曲「手紙 〜拝啓 十五の君へ〜」を通じて彼女が中学生たちと交流したことに触れた上で、今回歌唱された「輝く人」が、その交流を通じて作られた「手紙ー」の続編であると紹介する映像が流された。
ポルノグラフィティの歌唱途中に歌詞を間違えるハプニングが発生。最後に「歌詞間違えました〜!」と謝罪した。中村美律子の歌唱時にははるな愛、TOKIO、ウタ♪ウッキーがサポートし、ゲスト審査員はウタ♪ウッキーの形をしたパペットをはめていた（女性は赤色のウー♪、男性は白色のター♪）。
「キャラクター紅白歌合戦」審査員はウタ♪ウッキーが務めた。『おかあさんといっしょ』から1999年・第50回以来11年ぶりの出場となった。第50回では通常枠だったが、今回は特別枠での出場。さらに、横山、三谷、小林、いとうによるハンドベル演奏も行った。
「ユカイツーカイ怪物くん」以外の3曲では、歌唱時に当該作品の登場キャラクターがバックダンサーとして着ぐるみで登場していた（応援ゲストなどを参照）。「ユカイツーカイ怪物くん」の歌唱時にはこの年4月 - 6月に放送された日本テレビ系ドラマ『怪物くん』で主演を務めた嵐の大野智に加え、それぞれオオカミ男およびドラキュラ役で出演していた上島竜兵（ダチョウ倶楽部）、八嶋智人が登場。テロップにおいて、大野智は「怪物くん」名義で表示された。フランケン役のチェ・ホンマンはスケジュールの関係で登場しなかった（番組内では「フランケンは怪物ランドから応援している」との設定）。また、同作でデモキン演じた出場歌手でもあったTOKIOの松岡昌宏との絡みもなかった。最終結果は引き分けであった。
伍代夏子と細川たかしの歌唱時にはAKB48のメンバーが踊りを担当した。細川たかしの歌唱後SMAPの草彅剛が地デジカ、同じくSMAPの香取慎吾（ここでは「地デジ慎吾」名義で、頭にアンテナのようなものを付けていた）とともに地上波アナログテレビジョン放送の終了に関する案内をした。
FUNKY MONKEY BABYSの歌唱直前のMC時には彼らに縁のある田中将大と北島三郎が応援メッセージを送った。田中は彼らの歌唱曲「あとひとつ」を自身の登場曲としており、同曲のPVにも出演している。北島は彼らの出身地である八王子市在住である。
川中美幸の歌唱直前のMC時には、自身も出演しているこの年下期の連続テレビ小説『てっぱん』の出演者である瀧本美織、富司純子、赤井英和が応援メッセージを贈った。歌唱時にはバックダンサーが『てっぱん』のオープニングにおける「てっぱんダンス」を踊っていた。
HYの歌唱前には彼らの歌唱曲「時をこえ」が作られた経緯を紹介する映像が流れた。同曲は同ボーカルの仲宗根泉が祖母から聞いた戦争に関する経験を基にした曲であり、会場では仲宗根の祖母が彼らの歌唱を見に来ていた。
クミコの歌唱前には彼女の歌唱曲「INORI〜祈り〜」が基にしている原爆の子の像およびそのモデルとなった佐々木禎子に関する映像が流れた。水森かおりの歌唱前にはWコロンの2人が登場し、メンバーのねづっちが紅白および水森を題材としたなぞかけを披露した。
L'Arc〜en〜Cielの歌唱前には彼らの歌唱曲「BLESS」がこの年のNHKのバンクーバーオリンピック放送のテーマ曲であったことから、ゲスト審査員の髙橋大輔がオリンピックや同曲に関するコメントをした。
第1部終了直前に中間審査の結果が発表された。白組が優勢であり、Wコロンが再び登場して白組を題材にしたなぞかけを披露した。

### 後半
第2部の冒頭（21時30分）では、前回同様、「歌の力」を久石譲指揮の下で大合唱した。ソロパートを歌う歌手は前回と一部異なっており、担当箇所も大きく入れ替えられていた。
Perfumeの歌唱前に、川中美幸、中村美律子、はるな愛（全員大阪府出身）がPerfumeの衣装と自己紹介をまねて「浪花のPerfume」（表記は字幕放送による）として登場し、曲紹介をした。
TOKIOの曲前には大野が「中居君からの預かり物」として2006年下期の連続テレビ小説『芋たこなんきん』での城島茂の七三分けの写真を出した。なお、2006年（第57回） - 前回までの中居、今回の大野と5年続いた、TOKIO歌唱前に司会が城島の『芋たこなんきん』出演時の写真を出すという演出は今回が最後となった。
五木ひろしの歌唱前には彼の歌唱曲「おしろい花」や代表曲である「おまえとふたり」、「倖せさがして」を作曲した木村好夫との友情を「歌がつないだ友情」として紹介する映像が流された。
「僕たちのふるさとニッポン」では「ふるさとを思う気持ちを今夜歌でつなぎたい」と考えた嵐の5人が、新しい「ふるさとの歌」を作るため全国を回った映像が流された。最後には楽曲「ふるさと」を嵐と紅白有志が大合唱した。
和田アキ子の歌唱時には紅組の有志がステージに上がってサポートした（曲中の掛け声）。同様に加山雄三の歌唱時（「座・ロンリーハーツ親父バンド」開始時から）には白組の有志がステージに上がった。
福山雅治は横浜のライブ会場であるパシフィコ横浜から中継で出演した。歌唱の直前に大河ドラマ『龍馬伝』で共演した香川照之により断髪が行われた。また、福山が松下に「お疲れ様でした『ゲゲゲの女房』」、松下が「お疲れでした『龍馬伝』」とそれぞれ返すやりとりもあった。
毎年、豪華な衣装での登場が恒例となっている小林幸子の歌唱前には、昨年の「メガ幸子」に衝撃を受けたという、AKB48の一部メンバーがコメントした。本年は歌唱曲「母ちゃんのひとり言」にあわせて「母鶴」と呼ばれる、優しいお母さんを鶴に重ねたイメージの豪華衣装で登場。セットの全長は8メートル、羽を広げた幅は13メートルであった。
コブクロの歌唱前には、彼らの歌唱曲「流星」が主題歌であったフジテレビ系ドラマ『流れ星』に出演していたSMAPの稲垣吾郎がコメントをした。また稲垣は二宮和也に対し、「（フジテレビで）スタジオ隣りだったね」と話した（二宮主演で同時期に放送されたフジテレビ系ドラマ『フリーター、家を買う。』のことである）。
植村花菜の歌唱曲「トイレの神様」は、彼女の出場決定当初は9分52秒のフルコーラスで歌われる予定であったが、最後の部分にフェードアウトがあったためだと考えられ、間奏を削り7分50秒に短縮されて歌われた。歌唱時の特別な演出はなく、歌をじっくり聞かせることを演出側が意図していたと推測されている。
白組司会の嵐の歌唱前には、前回まで4年連続で組司会を務めた嵐の先輩であるSMAPの中居正広が曲紹介を行った。
いきものがかりの歌唱前には歌唱曲「ありがとう」が主題歌であった連続テレビ小説『ゲゲゲの女房』の名シーンが流され、主演を務めた松下が同曲をピアノで演奏した。
特別ゲストの桑田佳祐は東京都内の青山ビクタースタジオ から中継で出演した。衣装は紋付き袴であった。歌唱前には「カチンカチンにして参りました」と冗談を述べ、立川談志が発した「ふとした病」というフレーズを借用しつつ自身が病気（食道癌）から復活したことなどについて語り、「それ行けベイビー!!」、「本当は怖い愛とロマンス」を歌唱した（いずれもテレビ初披露で、前者は当時未発表曲であった）。後者の歌唱中にはトラとウサギの着ぐるみが餅つきをしていたり、2人のバニーガールが登場した。なお、歌唱中は桑田の主治医が点滴を持って待機していたという。歌唱終了後に桑田は「次は石川さゆりです」と述べた。
桑田の後に歌唱したのは石川さゆりと北島三郎であり、歌唱前には石川の歌唱曲「天城越え」の作詞者・吉岡治と北島の歌唱曲「風雪ながれ旅」の作詞者・星野哲郎が2010年に亡くなったことに触れられた。そのため、会場は桑田の登場で盛り上がった直後に追悼の引き締まった空気に一変した。
坂本冬美は赤のドレス姿で、前回の歌唱を機に世間に浸透していくきっかけとなった「また君に恋してる」を2年連続で歌唱、ステージ前の字幕テロップに「紅白に凱旋」と表記された。坂本は曲前の松下とのトークにて「奇跡のような1年でした」とコメントした。
紅組トリのDREAMS COME TRUEはブラスバンド隊と共演で「生きてゆくのです♡」を披露した。同メンバーの吉田美和と中村正人は揃って和服姿で登場。なお、同曲はテレビ初披露であった。
白組トリおよび大トリのSMAPは「This is love '10 SPメドレー」と題し「This is love」、「Triangle」のメドレーを歌唱したが、表題された前者よりも後者の歌唱時間の方が長い扱いだった。白組トリ並びに大トリの歌唱曲がメドレーとなるのは史上初。また、「世界に一つだけの花」を歌唱するとの事前報道もあったが、メドレーには加えられなかった。
今回もエンディングの得点集計の直前に出場歌手の歌唱シーンや番組企画などがハイライトで放送された。
通常表彰の音楽にはヘンデル作曲の「ユダス・マカベウス」の中の「見よ、勇者は帰る」が使用されているが、前回に引き続き今回も「歌の力」のインストゥルメンタルが使用された。
また、エンディングの蛍の光のアレンジが今回から2012年（第63回）までにかけて大幅にリニューアルされ、2009年（前回）まで単音だった終結が今回から2012年（第63回）まで3連音となった。

## 結果
中間審査を含めた総得票数による審査の結果418,191対367,645で白組が優勝し連勝記録を6に伸ばした（翌年〈第62回〉で紅組が勝利したため、連勝は今回でストップ）。嵐の5人を代表してリーダーの大野が北大路欣也から優勝旗を授与された。
ゲスト審査員の投票は7対3で紅組が優勢。
視聴者投票で白組歌手のファンによる白組への組織的な投票が行われており、それが白組優勝の一因となったとの指摘がある。

## 司会者
- 紅組：松下奈緒（この年上期の連続テレビ小説『ゲゲゲの女房』のヒロイン・飯田（村井）布美枝役/この年の『思い出のメロディー』の司会者）
- 白組：嵐（大野智・櫻井翔・相葉雅紀・二宮和也・松本潤）
- 総合：阿部渉（東京アナウンス室）

松下・嵐はいずれも初司会。
また、嵐は史上初のグループでの司会担当となった。彼らの白組司会起用について、チーフプロデューサーの井上啓輔は「中居さんは2009年（60回）まで何回も盛り上げてくださった。変えるならガラッと変えたかった」と説明した。またNHK関係者は嵐の白組司会の形式について、東京スポーツの取材に「メンバー5人が入れ替わり立ち代わりで司会を務めることになる」と話していたが、実際は全編5人全員で登場する形となった。なお前年12月時点で放送関係者が東京スポーツ（同年12月21日付）の取材に「例えば、司会。今年は中居でしたが、来年は嵐のメンバーを使う話が出ているそうですからね」と語っていた。
阿部は2年連続での総合司会。
今回から2014年（第65回）まで、両組司会はその年の『連続テレビ小説』（上期作品。直接オファー抜擢者）か『大河ドラマ』の主演者と嵐という体制になった。嵐は今回から2014年（第65回）まで5年連続で白組司会を担当、この時点でNHKとジャニーズ事務所で嵐の5年連続白組司会が密約されていたとも言われる。その後、2015年（第66回）で嵐の先輩であるV6の井ノ原快彦の白組司会を挟み、2016年（第67回）で相葉、2017年（第68回）で二宮、2018年（第69回）・2019年（第70回）で櫻井と嵐メンバーのソロによる白組司会も行われた。
正式発表前に各種メディアが挙げていた司会者の候補は次の通り。
- リアルライブ（2010年7月8日付） - 島田紳助が司会を狙っていると報道[20]
- 日刊ゲンダイ（2010年7月26日付・9月上旬） - 松下、広末涼子、AKB48、向井理、嵐、福山雅治らが候補
- 週刊文春（2010年9月2日号・10月中旬[21]） - 紅組司会にベッキー、白組司会に櫻井、総合司会に有働由美子（東京アナウンス室）が最有力。松下、関根麻里、藤原紀香、三宅裕司、福山、池上彰に可能性あり
- 東京スポーツ（2010年10月中旬） - 紅組司会に松下、白組司会に笑福亭鶴瓶、総合司会に有働で内定
- 夕刊フジ（2010年10月19日・10月20日・10月22日・11月1日付） - 松下、有働、鶴瓶、三宅、SMAP、嵐、井ノ原が候補[22][23][24][25]
- 日刊スポーツ（2010年10月20日付） - 有働が総合司会の最有力候補[26]

司会発表後にメディアが伝えた司会者の人選に関する報道は次の通り。
- 日刊ゲンダイ（2010年11月中旬） - 紀香、櫻井、中居正広（SMAP）、鶴瓶が候補に挙がっていた

前回両組司会に仲間由紀恵・中居の起用を発表した直後に、当時NHK会長の福地茂雄は「来年の紅白（今回）もこの2人で良いのでは?」と2人を本紅白も続投させる可能性を示唆していた。
オリコンが発表した「紅白の司会を務めて欲しい有名人は?」というアンケートでは、男性部門1位が中居、女性部門1位が松下だった。
仲間は紅組司会を退いた一方、ゲスト審査員に起用された。
中居は12月30日のリハーサル時に報道陣から受けた取材に「ジャニーズでは僕以外、司会をやらないと思っていた」と述べ、嵐に司会のアドバイスも行った。
総合司会の阿部起用について、NHK放送総局長の日向英実は「実績があり、安定していて、頼りになる。有働アナの話は聞いてません」と述べた。当初、起用が有力視された有働の非選出に関して、『夕刊フジ』（11月18日付）は「『あさイチ』内での有働の“暴走”が原因ではないか」と報じたほか、「阿部と有働の2人で総合司会をすれば良かったのでは」との提言も行った。

## メイン演奏
- 三原綱木とザ・ニューブリード、東京放送管弦楽団[注 5]

## 審査員
- ゲスト審査員（別記）
- 会場審査員（NHKホールの観客全員）
- デジタルTV審査員（デジタル総合・BShiの視聴者 無制限）
- ケータイ審査員（携帯電話による審査 50,000名）
- ワンセグ審査員（ワンセグ搭載型の携帯電話による審査 無制限）

## 出場歌手
紅組、      白組、      特別企画、      初出場、      返り咲き。
| 曲順 | 組   | 歌手名             | 回 | 曲目                    |
| ---- | ---- | ------------------ | -- | ----------------------- |
| 1    | 紅   | 浜崎あゆみ         | 12 | Virgin Road             |
| 2    | 白   | EXILE              | 6  | I Wish For You          |
| 3    | 紅   | AKB48              | 3  | 紅白2010 AKB48神曲SP    |
| 4    | 白   | NYC                | 2  | よく遊びよく学べ100%NYC |
| 5    | 紅   | アンジェラ・アキ   | 5  | 輝く人                  |
| 6    | 白   | AAA                | 初 | 逢いたい理由            |
| 7    | 紅   | 中村美律子         | 15 | 河内おとこ節            |
| 8    | 白   | flumpool           | 2  | 君に届け                |
| 9    | 紅   | 平原綾香           | 7  | Voyagers                |
| 10   | 白   | 遊助               | 2  | ひと                    |
| 企画 | 企画 |                    |    | キャラクター紅白歌合戦  |
| 11   | 紅   | 伍代夏子           | 17 | ひとり酒                |
| 12   | 白   | 細川たかし         | 34 | 浪花節だよ人生は        |
| 13   | 白   | ポルノグラフィティ | 9  | 君は100%                |
| 14   | 紅   | 西野カナ           | 初 | Best Friend             |
| 15   | 白   | FUNKY MONKEY BABYS | 2  | あとひとつ              |
| 16   | 紅   | 川中美幸           | 23 | 二輪草                  |
| 17   | 白   | HY                 | 初 | 時をこえ                |
| 18   | 紅   | クミコ             | 初 | INORI〜祈り〜           |
| 19   | 紅   | 水森かおり         | 8  | 松島紀行                |
| 20   | 白   | 徳永英明           | 5  | 時の流れに身をまかせ    |
| 21   | 紅   | 水樹奈々           | 2  | PHANTOM MINDS           |
| 22   | 白   | L'Arc〜en〜Ciel    | 4  | BLESS                   |
| 23   | 紅   | 天童よしみ         | 15 | 人生みちづれ            |
| 24   | 白   | 森進一             | 43 | 襟裳岬                  |

| 曲順 | 組   | 歌手名           | 回 | 曲目                                               |
| ---- | ---- | ---------------- | -- | -------------------------------------------------- |
| 企画 | 企画 | 歌手有志         |    | 歌の力                                             |
| 25   | 白   | 郷ひろみ         | 23 | GO!GO!イヤー紅白スペシャルメドレー                 |
| 26   | 紅   | aiko             | 9  | 向かいあわせ                                       |
| 27   | 紅   | Perfume          | 3  | ねぇ                                               |
| 28   | 白   | TOKIO            | 17 | advance                                            |
| 29   | 紅   | 倖田來未         | 6  | KODA KUMI 2010 Special Medley                      |
| 30   | 白   | 五木ひろし       | 40 | おしろい花                                         |
| 企画 | 企画 | 嵐               |    | ふるさと                                           |
| 31   | 紅   | 和田アキ子       | 34 | AKKOィィッ!紅白2010スペシャル                      |
| 32   | 白   | 加山雄三         | 17 | 若大将50年! スペシャルメドレー                     |
| 33   | 白   | 福山雅治         | 3  | 道標                                               |
| 34   | 紅   | 小林幸子         | 32 | 母ちゃんのひとり言                                 |
| 35   | 白   | コブクロ         | 6  | 流星                                               |
| 36   | 紅   | 植村花菜         | 初 | トイレの神様                                       |
| 37   | 白   | 嵐               | 2  | 2010紅白オリジナルメドレー                         |
| 38   | 紅   | いきものがかり   | 3  | ありがとう                                         |
| 企画 | 企画 | 桑田佳祐         | 初 | それ行けベイビー!                                  |
| 企画 | 企画 | 桑田佳祐         | 初 | 本当は怖い愛とロマンス                             |
| 39   | 紅   | 石川さゆり       | 33 | 天城越え                                           |
| 40   | 白   | 北島三郎         | 47 | 風雪ながれ旅                                       |
| 41   | 紅   | 坂本冬美         | 22 | また君に恋してる                                   |
| 42   | 白   | 氷川きよし       | 11 | 虹色のバイヨン                                     |
| 43   | 紅   | DREAMS COME TRUE | 14 | 生きてゆくのです♡feat.ザ紅白スペシャルブラスバンド |
| 44   | 白   | SMAP             | 18 | This is love '10 SPメドレー                        |

1. ↑  「Beginner」「ヘビーローテーション」「ポニーテールとシュシュ」を順に披露。
2. ↑  「よく遊びよく学べ」「勇気100%」を順に披露。また出場回数は「NYC boys」時を含む。
3. ↑  「ドコノコノキノコ」「ユカイツーカイ怪物くん」「Alright! ハートキャッチプリキュア!」「ゲゲゲの鬼太郎」を順に披露。
4. ↑  「愛してる」「僕らのヒーロー」「男願 Groove!」を順に披露。
5. ↑  「好きで、好きで、好きで。」「Lollipop」を順に披露。
6. ↑  「人生はこれから」「笑って許して」「古い日記」を順に披露。
7. ↑  「夜空の星」「座・ロンリーハーツ親父バンド」を順に披露。
8. ↑  リテイクバージョン（「道標 2010」）を披露。
9. ↑  「Troublemaker」「Monster」を順に披露。
10. ↑  「This is love」「Triangle」を順に披露。

### 選考を巡って
出場歌手として選出された歌手・グループは紅白22組ずつの計44組である。これは前回の50組と比較して6組の減少となり、さらに1989年（第40回）に2部制が採用されて以降では最も少ない組数である。出場歌手減少の理由について、NHKは「放送時間が15分短くなったため」「曲紹介に十分な時間を取るため」という旨の説明している。選考基準については「今年の活躍やNHKへの貢献度、世論の支持、番組の企画、演出との合致のほか、将来性も重視した」としている。
初出場は紅組3組・白組2組の計5組で、前回の計8組から減少。これは1955年（第6回）、1982年（第33回）と並び最も少ない。返り咲きは白組の3組のみで、前回の4組から減少。紅組に返り咲きを果たした歌手・グループはいなかった。
特別出演歌手については当初いないと示唆されていた が、桑田佳祐が特別出演する可能性を報じられており、12月27日に桑田の特別出演が発表された。桑田は1983年（第34回）にサザンオールスターズとして出場して以来、27年ぶりの紅白出演（ソロとしては初めて）で、8月に食道癌の手術を受けて以来の復帰ステージとなった。

#### 選出
初出場を果たした植村花菜は、2010年11月23日の段階で出場が内定したと報道された。NHKが植村の代表曲「トイレの神様」を早い段階から様々な番組で取り上げており、今年度のテーマ「歌でつなごう」の主旨とも合致していることから、スポーツ紙などでは演奏時間9分52秒の同曲をノーカットで放送することが決定されていると当初、報道されており、「紅白発ヒット」の最有力候補と言われていた（実際、本紅白直後のオリコンチャートで2週連続1位を獲得した）。しかし実際は先述の通り、7分50秒に短縮された。植村自身は紅白初出場記念の記者会見にて「どこも削るところがないので全部歌わせて頂きます」と述べていた。この発言に和田アキ子は11月28日放送のTBS系列『アッコにおまかせ!』内で「どんな歌だって削るところはない!」と反論した。
同じく初出場を果たしたHYは、彼らの祖父母時代の戦争体験を元にした楽曲「時をこえ」（2010年発売のアルバム「Whistle」に収録）が多くの共感を得たことなどを理由に選考された。
2度目の出場となるNYCは、前回は「NYC boys」名義で出場しており、「NYC」名義での出場は今回が初となる。
加山雄三は2001年（第52回）以来9年ぶり17回目の出場を果たした。加山について番組側は主演の映画・若大将シリーズが50周年を迎えたことを出場理由として挙げている。
郷ひろみも加山と同じく第52回以来の出場となった。郷については1955年生まれ・55歳・2010年に55本の全国ツアーを実施し、55づくしの語呂合わせなどが挙げられている。
1年5ヶ月ぶりのシングル「BLESS」がNHKのバンクーバーオリンピック放送のテーマソングに起用されたL'Arc〜en〜Cielは、2000年（第51回）以来10年ぶりに出場を果たした。

#### 不選出
事前のマスコミ報道で有力とされながら、不選出となった歌手・グループは以下の通り。
共にこの年デビュー30周年を迎えた近藤真彦・佐野元春の出場の可能性が報道されたが、実現しなかった。ペギー葉山の出場が決まりつつあると報道されたが、実現しなかった。
この年デビュー15周年を迎えたV6について、同メンバーの井ノ原快彦が総合テレビ『あさイチ』（2010年3月29日放送開始）の司会を務めており、本紅白に出場する見込みだとNHK関係者が話していたが、選出されなかった。BUMP OF CHICKENについて、2010年11月22日の段階で出場が「ほぼ確実になった」と報じられたが、実際にはデマとBUMPのスタッフがtwitterで否定した。
2010 FIFAワールドカップ等、この年NHKのサッカー中継テーマソング「タマシイレボリューション」を担当したSuperflyの出場も予想されたが、出場はなかった。
2010年通して各種メディアで話題になったK-POP勢だが、事前の各種データや電話調査などを総合的に判断した結果として1組も選出されず、これにより、2001年（第52回）以来9年間続いた韓国勢の出場が一旦途切れた。これについて音楽評論家の加藤晋は、K-POPが注目されて短期間であることや中高年の知名度がそれほど高くないこと（紅白は中高年の視聴者が多い）、紅白があくまで日本の番組であることなどに触れ、韓国のアーティストが出場できなかったのは「ある意味当然の結果だった」と分析している。事前のマスコミ報道などでは出場が有力視されていたものの落選となった主な韓国出身のアーティストは、KARA、少女時代、BIGBANGである。出場歌手発表後、K-POP勢を一括りで特別枠で出演させる計画があるとも報じられていた。東方神起は事務所とのスキャンダルを理由に活動休止となり、不出場だった。なお、KARAと少女時代は翌年（第62回）に初出場を果たし、東方神起も翌年（第62回）で返り咲きを果たした。
小林幸子との「豪華な衣装」による対決が恒例となっていた美川憲一（19年連続、通算26回出場）については「落選」（小林は出場決定）。これについて井上啓輔は、全国5000人を対象に実施した世論調査やCDの売上などを総合的に判断した上で美川が出場枠に届かなかったことと、放送時間短縮を落選理由として述べている。なお、NHKはこの数年間衣装対決は意識していなかったとしている。その一方、芸能界の重鎮が前回出場した布施明が勇退して株を上げたことを挙げた上で美川に辞退を勧め、美川がこれに従ったとする見方もある。
前回で特別出演した矢沢永吉について、井上啓輔は出演を依頼したが断られた。矢沢が断った理由は、前回が紅白の60回と自身の60歳という年齢が重なった特別なタイミングであったためとしている。
前回出場者で不選出となった歌手・グループは以下の通り。紅組については絢香、中島美嘉が病気療養で活動休止中のため、大塚愛、木村カエラが妊娠・出産のためと報道されている。
- 紅組：秋元順子、絢香、大塚愛、GIRL NEXT DOOR、木村カエラ、中島美嘉
- 白組：アリス、北山たけし、ジェロ、東方神起、布施明（勇退）、美川憲一、ゆず、レミオロメン

### その他
6年連続出場のコブクロ（初出場以来）、4年連続出場の中村美津子（通算15回出場）。2年連続出場のDREAMS COME TRUE（通算14回）・遊助（初出場以来）は翌年不出場（コブクロ・DREAMS COME TRUEは辞退）となり、今回で連続出場が途切れた。中村・遊助は今回が最後の出場となっているが、コブクロは第63回（2012年）、第64回（2013年）、DREAMS COME TRUEは第64回で復帰を果たしている。

### 曲順を巡って
紅組トリにDREAMS COME TRUE（2年連続2回目）、白組トリおよび大トリにSMAP（5年ぶり3回目）と両組共にポップス歌手およびグループがトリに起用された。なお、トリが両組共にグループというケースは史上初である。
今回の曲順発表の際にチーフプロデューサーの井上啓輔はトリ選考に関し、「昨年、60回のメモリアルを終え、今年は新しい紅白の新しい時代の雰囲気を薫らせたかった。当代を代表する2組にお願いした」「演歌も1年を象徴するヒット曲が生まれるならトリ起用も考えていく」と説明した。
SMAPの白組トリ起用については、同リーダーの中居正広が今回組司会担当を退いたこともその一因であるとスポーツ報知は分析している。また今回以降、第68回（2017年）を除き、第70回（2019年）までジャニーズ事務所所属アーティストが白組トリを務めた。
正式発表前に各種メディアが挙げていたトリの候補は次の通り。
- スポーツニッポン（2010年11月25日付・12月22日付） - 「紅組トリは『また君に恋してる』がヒットした坂本冬美、白組トリおよび大トリは40回出場の五木ひろしが有力」[58]、「白組トリおよび大トリはSMAPが最有力（白組トリ2番手候補は嵐とした）。紅組トリは『天城越え』の石川さゆり、ロングヒット中の『また君に恋してる』を歌う坂本らが挙がる中、メドレーに挑む和田アキ子が最有力」[59]
- スポーツ報知（2010年12月22日付・12月25日付） - 「紅組トリは『また君に恋してる』がロングヒットした坂本、白組トリおよび大トリは嵐が濃厚（番組関係者談を掲載）」、「紅組トリはDREAMS COME TRUE、白組トリおよび大トリはSMAPで決定」
- サンケイスポーツ（2010年12月22日付） - 「白組トリはSMAPで内定。紅組トリはDREAMS COME TRUEを中心に人選が進められている」

## ゲスト出演者

### ゲスト審査員
- 野口聡一（宇宙飛行士）：国際宇宙ステーション (ISS) 長期滞在クルーとして日本実験棟「きぼう」などで活動。日本人最長の宇宙滞在期間177日3時間5分を経て2010年6月に帰還。
- 湊かなえ（作家）：デビュー作『告白』がこの年に同名映画として映画化され大ヒット。
- 岩崎夏海（放送作家）：『もし高校野球の女子マネージャーがドラッカーの『マネジメント』を読んだら』が200万部を超え、当年度のベストセラーになった。同作は翌年4〜5月の間NHKでアニメ化され放送された。
- 寺島しのぶ（女優）：映画『キャタピラー』で第60回ベルリン国際映画祭最優秀主演女優賞（銀熊賞）を受賞。この年の大河ドラマ『龍馬伝』の坂本乙女役。
- 髙橋大輔（フィギュアスケート選手）：2010年バンクーバーオリンピックフィギュアスケート・男子シングル銅メダル、2010年世界選手権同種目で優勝。
- 上野樹里（女優）：翌年の大河ドラマ『江〜姫たちの戦国〜』の主人公・江役。
- 伊勢谷友介（俳優）：『龍馬伝』の高杉晋作役。
- 仲間由紀恵（女優）：2005年（第56回）、2006年（第57回）、2008年（第59回）、2009年（前回）の紅組司会。翌年に上演の舞台とBSプレミアムで放送のドラマ『テンペスト』の主人公・真鶴〜孫寧温役。
- 北大路欣也（俳優）：『江〜姫たちの戦国〜』の徳川家康役。
- 武良布枝（漫画家・水木しげる夫人）：『ゲゲゲの女房』の原案者であり、ヒロイン布美枝のモデル。

### スペシャルゲスト
- 桑田佳祐

### 演奏ゲスト
- 久石譲：テーマソング「歌の力」で指揮を担当。
- 宮本笑里：福山雅治の曲中でヴァイオリンを演奏。
- 加瀬邦彦とザ・ワイルドワンズ：加山雄三の曲中で他のバックミュージシャンと共に演奏した[60]。
- 平尾昌晃：エンディング「蛍の光」で指揮を担当。

### 応援ゲストなど
- 関根麻里隊長、テリー伊藤：紅白応援隊。水樹奈々の曲紹介。
- 石川遼：開会宣言。
- SKE48、NMB48、AKB48研究生：AKB48のサポート。メンバー全員が登場したわけではない。
- B.I.Shadow：NYCのサポート。
- Mis Snow Man：同上。
- 佐藤勝利、岸優太、神宮寺勇太、目黒蓮、原嘉孝、川島如恵留：当時ジャニーズJr.、同上。
- はるな愛：中村美律子のサポート、Perfumeの曲紹介。
- 「キャラクター紅白歌合戦」出演者
  - 三谷たくみ、横山だいすけ：「ドコノコノキノコ」を歌唱および宇多田ヒカルの曲をハンドベルで演奏。
  - 小林よしひさ、いとうまゆ、モノランモノラン（ライゴー、スイリン、プゥート）：「ドコノコノキノコ」の踊りを担当、
  - 上島竜兵[注 7]（ダチョウ倶楽部）、八嶋智人：「ユカイツーカイ怪物くん」を大野智とともに披露。
  - キュアブロッサム[注 8]、キュアマリン、キュアサンシャイン、キュアムーンライト （『ハートキャッチプリキュア!』のキャラクター）：「Alright! ハートキャッチプリキュア!」の踊りを担当。
  - 熊倉一雄：「ゲゲゲの鬼太郎」を歌唱。当時83歳であり、歌唱者の最年長記録となっている。
  - 鬼太郎、ねずみ男、猫娘、砂かけ婆：「ゲゲゲの鬼太郎」の踊りを担当。
- 向井理、大杉漣、古手川祐子：『ゲゲゲの女房』出演者。「キャラクター紅白歌合戦」終了後に登壇した。大杉、古手川はいきものがかりの曲紹介時にも登場。
- 地デジカ：地上波アナログテレビジョン放送の終了に関する案内。
- 田中将大（東北楽天ゴールデンイーグルス投手）：FUNKY MONKEY BABYSの曲紹介。
- 瀧本美織、富司純子、赤井英和：この年下期の連続テレビ小説『てっぱん』出演者。川中美幸の曲紹介。
- コンドルズ（近藤良平がてっぱんダンスの振り付けを担当）：川中美幸のバックダンサー。
- Wコロン（ねづっち・木曽さんちゅう）：水森かおりの曲紹介、中間審査時になぞかけを披露。内容は当日まで秘密だった。
- 綾小路きみまろ：天童よしみ、森進一の曲紹介。
- さかなクン：郷ひろみの歌唱後、舞台裏の中継で登場。
- 香川照之：『龍馬伝』の岩崎弥太郎役およびナレーション担当。ゲストは誰か当日まで知らされなかった。また、中継先であるパシフィコ横浜にて福山雅治の断髪を行った。

### その他の番組担当者
- ラジオ中継：小松宏司、黒崎めぐみ（いずれも東京アナウンス室）
- テレビ放送副音声『紅白ウラトーク』：テリー伊藤（紅白応援隊メンバー）、松本和也（東京アナウンス室）

## 視聴率
平均視聴率は関東地区で第1部が35.7%、第2部が41.7%だった。第2部で前回の40.8%を上回ったが、第1部は前回の37.1%を下回った。なお、他の地区の視聴率に関してはビデオリサーチ社のホームページにて掲示されている。歌手別視聴率のトップはSMAPの48.9%、瞬間最高視聴率は結果発表前の49.7%。
また、裏番組の視聴率は日本テレビ『ダウンタウンのガキの使いやあらへんで!!大晦日年越しSP!!  絶対に笑ってはいけないスパイ24時』第1部の15.3％が最高だった（第2部は14.3%で、裏番組で視聴率2桁を記録したのはこの番組のみ）。